# الرسم البياني تي

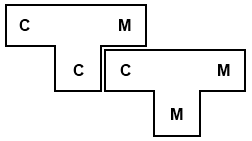

الرسم البياني تي يمثل مترجم أيدا مكتوب في لغة سي وينتج لغة اللآلة.
تمثيل عملية الإقلاع على مترجم سي مكتوب في لغة سي، عن طريق ترجمتها باستخدام مترجم آخر مكتوب في لغة الآلة. لشرح، فإن اليسار تي هو مترجم سي مكتوب في سي ينتج لغة الآلة. إن اليمين تي عبارة عن مترجم سي مكتوب في لغة الآلة الذي ينتج أيضًا لغة الآلة. يوضح الرسم التخطيطي أن هذا يمكن استخدامه لاقلاع الأيسر T باستخدامه لترجمة المترجم المكتوب في سي.
في الحوسبة، الرسم البياني تومبستون (أو كما يسمى الرسم البياني تي) يتكون من مجموعة من «قطع الألغاز» التي تمثل المترجمات وبرامج معالجة اللغات الأخرى ذات الصلة. يتم استخدامها لتوضيح وترجمة التحولات من لغة المصدر (على اليسار من الرسم البياني) للغة المطلوبة (على اليمين من الرسم البياني) بواسطة لغة التنفيذ (أسفل الرسم البياني) وهي اللغة المكتوب بها المترجم.
يقوم هذا الرسم البياني بوصف العمليات المعقدة في الإقلاع، النقل، وعمليات الترجمة الذاتية للمترجمات، والمفسرات، ومعالج الماكرو.
تم تقديم الرسوم التوضيحية الأولية لأول مرة لوصف عمليات التحميل الافتراضي والتجميع المجمع في 1971.
قبل ذلك قام ملفين كونواي بوصف المفهوم الأوسع انكول في عام 1958. قدم تيري شرحًا واستخدامًا لمخططات تي في كتبه الدراسية حول موضوع بناء المجمع. كما يتم استخدام الرسوم البيانية على شكل تي لوصف الترابط بين العميل والخادم على شبكة الويب العالمية.